# Bullia annulata
Espèce
Synonymes
- Buccinum annulatum Lamarck, 1816 (combinaison d'origine)
- Bullia (Bullia) annulata (Lamarck, 1816) accepté

Bullia annulata est une espèce d'escargot de mer du sud de l'Afrique appartenant à la famille des nassaridés.

## Description
La longueur de sa coquille varie de 35 à 60 mm.
Cette coquille est conique, ovée et striée transversalement. Elle est d'un blanc rougeâtre.  Sa pointe est formée de neuf spires (ou verticilles) anguleuses, rétrécies à leur sommet, qui est entouré d'une sorte d'anneau plissé. Ces spires ne sont pas convexes, sauf la plus grande. L'ouverture blanchâtre est ovée, marquée d'une entaille à la base. Sa lèvre extérieure est nette, formant un petit canal à l'intérieur en haut, là où elle rejoint la lèvre intérieure. La columelle est blanche.
L'espèce est remarquable pour ses spires anguleuses, dont celles du haut ont des marges légèrement écailleuses.

## Distribution
Cette espèce vit le long dans la baie de Saldagne en Afrique du Sud, ainsi qu'au Mozambique.